# Александров Олександр Михайлович
Олександр Михайлович Александров (нар. 1907 — пом. 1983, Москва) — радянський дипломат; надзвичайний і повноважний посол.

## Біографія
Народився у 1907 році. Член ВКП(б). З 1939 року працівник Народного комісаріату/Міністерства закордонних справ СРСР:
- у 1939—1940 роках — завідувач Центральноєвропейського відділу НКЗС СРСР;
- у 1940—1942 роках — радник повноважного представництва–місії СРСР у Болгарії
- з жовтня 1942 року по 1944 рік — радник місії СРСР в Австралії
- у 1944—1946 роках — завідувач Політичного відділу НКЗС РРФСР;
- з 1946 року по березень 1949 року — завідувач IV-го Європейського відділу МЗС СРСР;
- з 4 березня 1949 року по 10 вересня 1953 року — надзвичайний та повноважний посланник СРСР у Новій Зеландії;
- з вересня 1953 року по 1958 рік — заступник начальника Консульського управління МЗС СРСР;
- з 18 вересня 1958 року по 27 грудня 1963 року — надзвичайний та повноважний посол СРСР в Ісландії;
- з січня 1964 року по листопад 1966 року — на відповідальній роботі у центральному апараті МЗС СРСР;
- з 26 листопада 1966 року по 17 вересня 1970 року — надзвичайний та повноважний посол СРСР у Сьєрра-Леоне;
- з 1971 року — у відставці[2].

Помер у 1983 році у Москві.